# Georg Lehmann (Politiker, 1896)
Georg Lehmann (* 10. Oktober 1896 in Berlin; † 22. Mai 1956 ebenda) war ein deutscher Politiker (FDP).
Georg Lehmann arbeitete als Konditor und selbständiger Gewerbetreibender. Er war Mitglied der LDP/FDP.
Die Wahl zum ersten Abgeordnetenhaus von Berlin fand am 3. Dezember 1950 statt. Lehmann schied aber bereits am 18. Dezember 1950, also vor Beginn der Legislaturperiode am 11. Januar 1951, wieder aus dem Parlament aus.